# Addoku

Exemple de tauler d'Addoku

L'Addoku és un joc japonès i és una combinació del kakuro i el sudoku. L'objectiu és omplir una graella com la del sudoku, de manera que a cada quadrat apareguin números de l'1 al 9 sense que es repeteixin horitzontalment, verticalment i dins de les caixes de 3x3. A més a més, cal que les xifres que estan en cel·les agrupades (per colors o per línies discontínues) sumin la quantitat que apareix a una cantonada.
Aquest passatemps, a vegades conegut amb el nom de Killer Sudoku o Samunamupure, es practica des de mitjans dels anys 90. L'estratègia comença per aïllar sumes que només puguin tenir una combinació, de manera que apareguin algunes de les xifres i a partir d'aquí resoldre per eliminació el quadrat.